# La Planche
Cet article possède un paronyme, voir Laplanche.
La Planche est une commune de l'Ouest de la France, située dans le département de la Loire-Atlantique, en région Pays de la Loire.

## Géographie

### Localisation

Situation de la commune de la Planche dans le département de la Loire-Atlantique.

La Planche est située à 30 km au sud de Nantes, à 40 km au nord de La Roche-sur-Yon et à 10 km au nord-ouest de Montaigu.
|                                  | Montbert     | Aigrefeuille-sur-Maine |

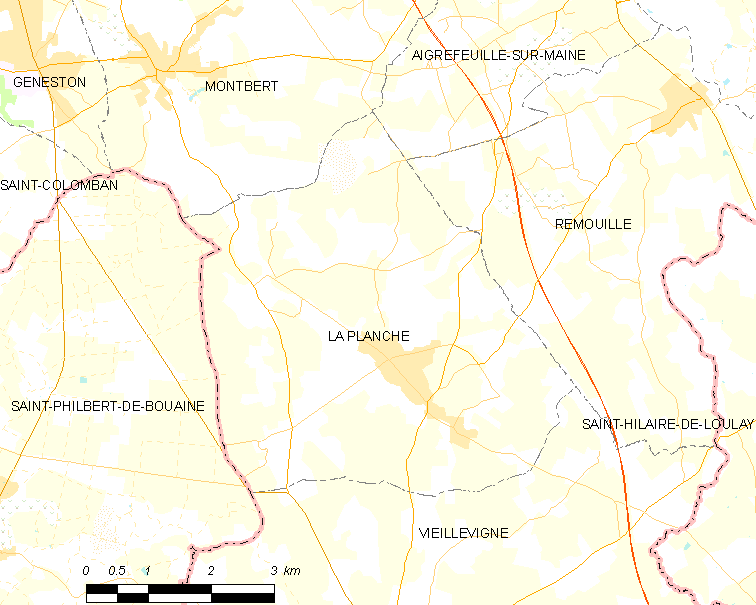
Situation de La Planche.

| Saint-Philbert-de-Bouaine Vendée | La Planche   | Remouillé              |
|                                  | Vieillevigne |                        |

### Accès et transport
Elle est proche de la départementale 937 (Nantes-La Roche-sur-Yon) et de la nationale 137 (Nantes-La Rochelle) ainsi que de l'autoroute A83 (Nantes-Niort, Sortie Clisson . Une liaison régulière d'autocars relie La Planche à la Roche-sur-Yon et à Nantes, trois fois par jour : matin, midi et soir.

### Hydrographie
La rivière Ognon traverse la commune, lui donnant un aspect typique de verdure.

### Climat
Pour des articles plus généraux, voir Climat des Pays de la Loire et Climat de la Loire-Atlantique.
En 2010, le climat de la commune est de type climat océanique franc, selon une étude du CNRS s'appuyant sur une série de données couvrant la période 1971-2000. En 2020, Météo-France publie une typologie des climats de la France métropolitaine dans laquelle la commune est exposée à un climat océanique et est dans la région climatique  Bretagne orientale et méridionale, Pays nantais, Vendée, caractérisée par une faible pluviométrie en été et une bonne insolation. 
Pour la période 1971-2000, la température annuelle moyenne est de 12 °C, avec une amplitude thermique annuelle de 13,9 °C. Le cumul annuel moyen de précipitations est de 788 mm, avec 12,4 jours de précipitations en janvier et 6,3 jours en juillet. Pour la période 1991-2020, la température moyenne annuelle observée sur la station météorologique de Météo-France la plus proche, sur la commune de Rocheservière à 10 km à vol d'oiseau, est de 12,4 °C et le cumul annuel moyen de précipitations est de 831,3 mm,. Pour l'avenir, les paramètres climatiques de la commune estimés pour 2050 selon différents scénarios d'émission de gaz à effet de serre sont consultables sur un site dédié publié par Météo-France en novembre 2022.

## Urbanisme

### Typologie
Au 1er janvier 2024, La Planche est catégorisée bourg rural, selon la nouvelle grille communale de densité à sept niveaux définie par l'Insee en 2022.
Elle est située hors unité urbaine. Par ailleurs la commune fait partie de l'aire d'attraction de Nantes, dont elle est une commune de la couronne,. Cette aire, qui regroupe 116 communes, est catégorisée dans les aires de 700 000 habitants ou plus (hors Paris),.

### Occupation des sols
L'occupation des sols de la commune, telle qu'elle ressort de la base de données européenne d’occupation biophysique des sols Corine Land Cover (CLC), est marquée par l'importance des territoires agricoles (94,2 % en 2018), en diminution par rapport à 1990 (96,2 %). La répartition détaillée en 2018 est la suivante : 
terres arables (54,4 %), zones agricoles hétérogènes (29 %), prairies (9,4 %), zones urbanisées (5,8 %), cultures permanentes (1,4 %). L'évolution de l’occupation des sols de la commune et de ses infrastructures peut être observée sur les différentes représentations cartographiques du territoire : la carte de Cassini (XVIIIe siècle), la carte d'état-major (1820-1866) et les cartes ou photos aériennes de l'IGN pour la période actuelle (1950 à aujourd'hui).

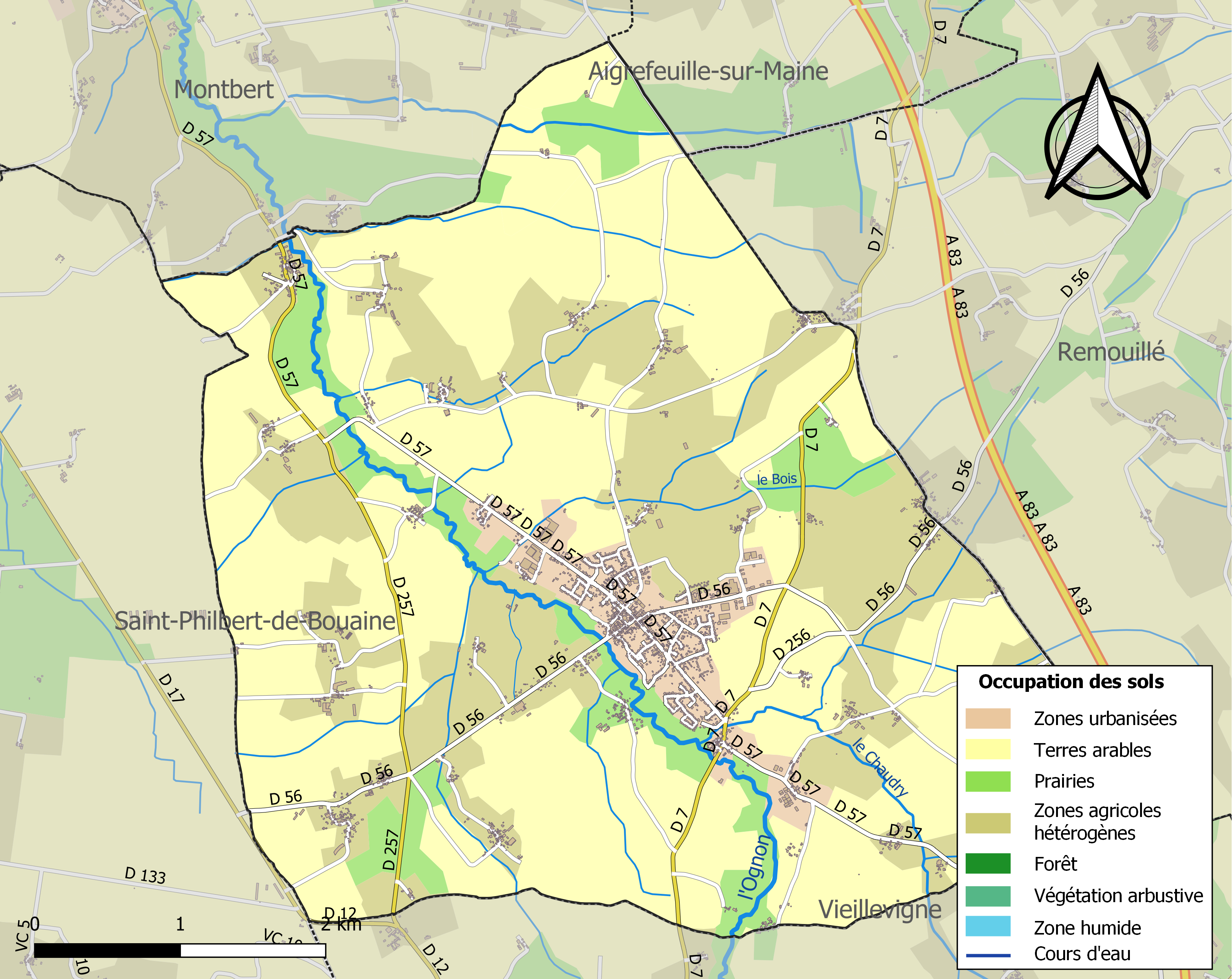
Carte des infrastructures et de l'occupation des sols de la commune en 2018 (CLC).

## Toponymie
On ne sait pas si ce nom lui vient de la large planche ou l’embarcation qui permettait à ses habitants de franchir l'Ognon, ou s'il désignait, comme au Moyen Âge, une petite surface cultivée.
La Planche se trouve au sud de la zone de transition entre le poitevin et le gallo. Dans les deux langues, le nom s'écrit La Pllanche et se prononce [lapjãç] ou [laplãç]. D'autres graphies existent en gallo : La Plaunch selon l'écriture ELG, ou La Pianch selon l'écriture MOGA.
L'Office public de la langue bretonne propose une traduction en breton : Ar Plank.

## Histoire
Dans les premiers siècles de notre ère, les Romains s'établirent dans la région et construisirent une voie qui reliait Nantes à Saintes (dont il reste le chemin marquant la limite avec la commune de Remouillé). Plus tard, des commerçants s'y implantèrent. En effet, le bourg de Vieillevigne dont La Planche constituait un hameau, fit partie des Marches avantagères communes de Bretagne et du Poitou, ce qui permettait à ses habitants d'effectuer des transactions d'une province à l'autre sans payer de droits. Ce privilège dura jusqu'à ce qu'à la Révolution de 1789.
Une paroisse est créée en 1837, et la commune correspondante est créée en 1855.
Le 5 mars 1973, La Planche fut le théâtre d'une collision aérienne qui produisit à 9 000 mètres d'altitude au-dessus du territoire de la commune, entre un Douglas DC-9 de la compagnie espagnole Iberia et un Convair 990 Coronado de la compagnie Spantax, une autre compagnie espagnole. Les 68 passagers et personnels d'équipage du DC-9 périrent tous dans l'accident, tandis que le Convair parvint à se poser en urgence à Cognac sauvant ainsi la vie de ses 107 occupants. Depuis, une stèle est dressée dans la commune, sur le lieu où les restes des 68 défunts ont été rassemblés. Tandis que les vestiges du train d'atterrissage du DC9 sont conservés au poste de secours de la commune,.

## Emblèmes

### Héraldique
| Blason | Blasonnement : D'argent à l'aigle éployée au vol abaissé de sable, le bec clos, surmontée à dextre d'une moucheture d'hermine de sable, à senestre d'une fleur de lys d'azur, et en pointe d'une navette de tisserand d'azur. Commentaires : L'aigle est reprise de Jehan Gastineau (1356) qui administrait Tharon, La Planche, Saint-André, etc. L'hermine (du blasonnement d'hermine plain de la Bretagne) et le lys indiquent que La Planche faisait partie des marches communes de Bretagne et de Poitou. La navette de tisserand rappelle que les tisserands y étaient nombreux (absence de taxes). Blason conçu par l'héraldiste Michel Pressensé et M. Richard (délibération municipale en novembre 1973), enregistré en 1976. |

### Devise
La devise de La Planche : Non Superba, Sed Hospita., ce qui peut se traduire par « Pas fière mais accueillante ».

## Politique et administration
| Période                                  | Période     | Identité                    | Étiquette    | Qualité                                                                              |
| ---------------------------------------- | ----------- | --------------------------- | ------------ | ------------------------------------------------------------------------------------ |
| Les données manquantes sont à compléter. |             |                             |              |                                                                                      |
| mai 1935                                 | mars 1959   | Félix Hervouet (1888-1960)  |              | Tailleur                                                                             |
| mars 1959                                | mars 1971   | Joseph Sauvaget (1896-1972) |              | Commerçant, maire honoraire                                                          |
| mars 1971                                | juin 1995   | Lucien Richard              | UDR puis RPR | Médecin Député de la Loire-Atlantique (1962-1993)                                    |
| juin 1995                                | mars 2008   | Henri Babonneau             | DVD          | Directeur d'école                                                                    |
| mars 2008                                | 27 mai 2020 | Jean-Paul Richard           | DVD          | Retraité                                                                             |
| 27 mai 2020                              | En cours    | Séverine Joly-Piveteau      |              | Secrétaire-comptable, ancienne adjointe Vice-présidente Clisson Sèvre et Maine Agglo |

## Population et société

### Démographie
Selon le classement établi par l'Insee, La Planche fait partie de l'aire urbaine et de la zone d'emploi de Nantes et du bassin de vie de Montaigu. Elle n'est intégrée dans aucune unité urbaine. Toujours selon l'Insee, en 2010, la répartition de la population sur le territoire de la commune était considérée comme « peu dense » : 93 % des habitants résidaient dans des zones « peu denses »  et 7 % dans des zones « très peu denses ».

#### Évolution démographique
La commune est créée en 1855, à partir de Vieillevigne.
L'évolution du nombre d'habitants est connue à travers les recensements de la population effectués dans la commune depuis 1856. Pour les communes de moins de 10 000 habitants, une enquête de recensement portant sur toute la population est réalisée tous les cinq ans, les populations de référence des années intermédiaires étant quant à elles estimées par interpolation ou extrapolation. Pour la commune, le premier recensement exhaustif entrant dans le cadre du nouveau dispositif a été réalisé en 2008.

En 2022, la commune comptait 2 802 habitants, en évolution de +7,36 % par rapport à 2016 (Loire-Atlantique : +6,68 %, France hors Mayotte : +2,11 %).
| 1856  | 1861  | 1866  | 1872  | 1876  | 1881  | 1886  | 1891  | 1896  |
| ----- | ----- | ----- | ----- | ----- | ----- | ----- | ----- | ----- |
| 1 898 | 1 878 | 1 887 | 1 817 | 1 840 | 1 891 | 1 888 | 1 858 | 1 851 |

| 1901  | 1906  | 1911  | 1921  | 1926  | 1931  | 1936  | 1946  | 1954  |
| ----- | ----- | ----- | ----- | ----- | ----- | ----- | ----- | ----- |
| 1 748 | 1 750 | 1 646 | 1 439 | 1 430 | 1 394 | 1 400 | 1 403 | 1 513 |

| 1962  | 1968  | 1975  | 1982  | 1990  | 1999  | 2006  | 2008  | 2013  |
| ----- | ----- | ----- | ----- | ----- | ----- | ----- | ----- | ----- |
| 1 513 | 1 471 | 1 532 | 1 883 | 2 052 | 2 074 | 2 269 | 2 325 | 2 490 |

| 2018  | 2022  | - | - | - | - | - | - | - |
| ----- | ----- | - | - | - | - | - | - | - |
| 2 670 | 2 802 | - | - | - | - | - | - | - |

#### Pyramide des âges
La population de la commune est relativement jeune.
En 2018, le taux de personnes d'un âge inférieur à 30 ans s'élève à 37,0 %, soit en dessous de la moyenne départementale (37,3 %). À l'inverse, le taux de personnes d'âge supérieur à 60 ans est de 20,9 % la même année, alors qu'il est de 23,8 % au niveau départemental.
En 2018, la commune comptait 1 324 hommes pour 1 346 femmes, soit un taux de 50,41 % de femmes, légèrement inférieur au taux départemental (51,42 %).
Les pyramides des âges de la commune et du département s'établissent comme suit.
| Hommes | Classe d’âge | Femmes |
| ------ | ------------ | ------ |
| 0,9    | 90 ou +      | 1,9    |
| 3,9    | 75-89 ans    | 7,2    |
| 14,3   | 60-74 ans    | 13,6   |
| 20,5   | 45-59 ans    | 18,9   |
| 23,0   | 30-44 ans    | 21,7   |
| 13,7   | 15-29 ans    | 13,2   |
| 23,7   | 0-14 ans     | 23,5   |

| Hommes | Classe d’âge | Femmes |
| ------ | ------------ | ------ |
| 0,6    | 90 ou +      | 1,8    |
| 6      | 75-89 ans    | 8,6    |
| 15,1   | 60-74 ans    | 16,4   |
| 19,4   | 45-59 ans    | 18,8   |
| 20,1   | 30-44 ans    | 19,3   |
| 19,2   | 15-29 ans    | 17,4   |
| 19,5   | 0-14 ans     | 17,6   |

## Économie
L'économie de La Planche est basée sur quelques PME (plasturgie, plâtrerie, ébénisterie), l'artisanat et le commerce. On y trouve aussi différentes activités liées à l'agriculture : maraîchage, arboriculture, horticulture et la viticulture avec le Muscadet (AOC).

## Vie locale

### Services de proximité
La commune a un Relais poste situé dans la supérette « CocciMarket ».
Une boulangerie, une boucherie charcuterie traiteur, un bureau de tabac-presse, un bar et une pizzeria en vente à emporter sont implantés sur la commune.

### Vie associative
La commune dispose de plusieurs associations: théâtre et variétés (ACDC), comité de jumelage, fléchettes, couture, école de musique, chorale... etc.

### Sports
La commune dispose d'un club sportif (CSP) avec une section judo, randonnée et gymnastique d'entretien. Le club de football a fusionné avec celui de Vieillevigne en 2010, sous le nom ASVP (association sportive Vieillevigne-La Planche), ainsi que le club de basket en 2015, sous le nom LPVB ( La Planche-Vieillevigne Basket).

### Santé
Pour les soins, la commune dispose d'un pole santé avec deux médecins, d'un cabinet de soins infirmiers, d'un ostéopathe, d’orthophonistes, de kinésithérapeutes et d'une pharmacie.

### Enseignement
- Halte-garderie
- Accueil périscolaire
- École publique Antoine-de-Saint-Exupéry
- École privée Sainte-Catherine
- Centre de Loisirs (Bande de Zigs)
- Espace jeunes

## Culture et patrimoine

### Lieux et monuments
- L'église Saint-Jacques (1883)
- Musée de la Chanson française
- Stèle commémorative de l'accident aérien du 5 mars 1973

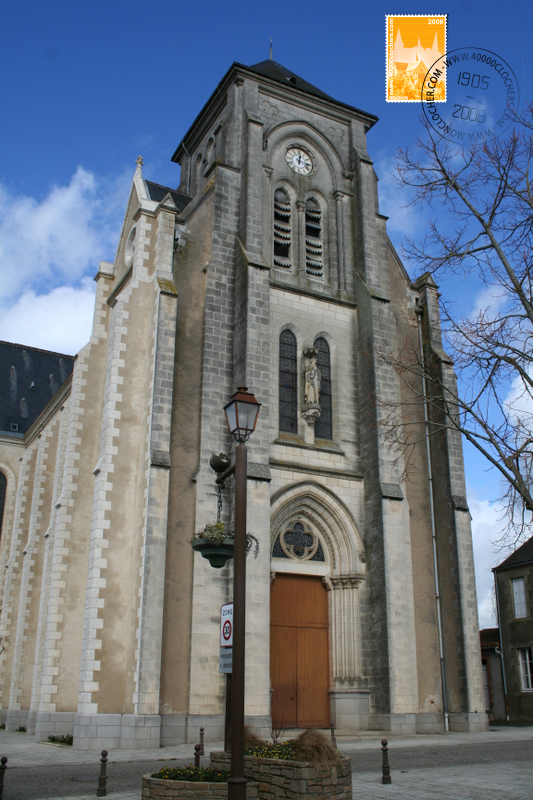
L'église Saint-Jacques.
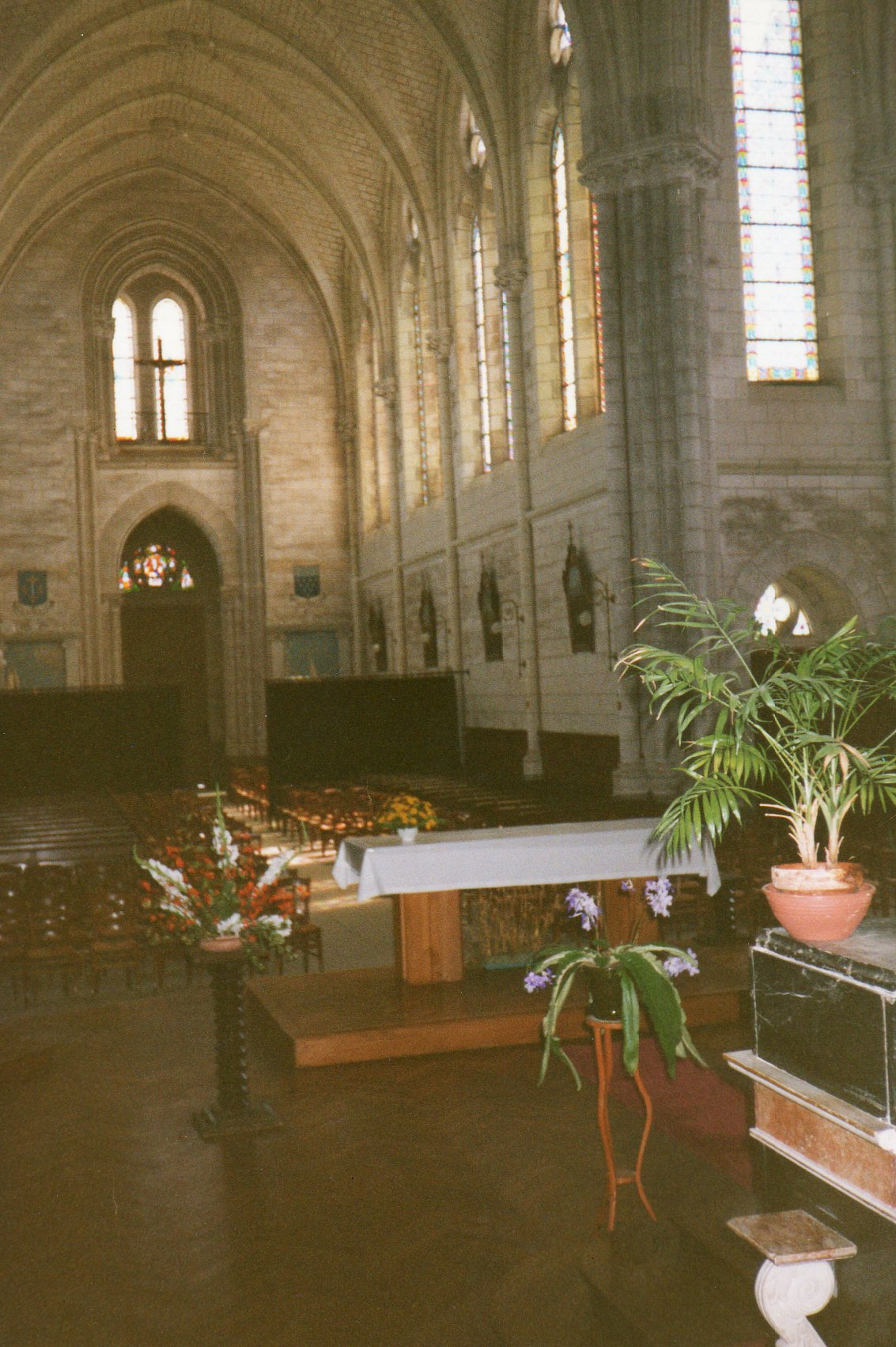
L'intérieur de l'église.

### Personnalités liées à la commune
- Paul de La Gironière (1797-1862), médecin du XIXe siècle, auteur de Aventures d'un gentilhomme breton aux îles Philippines.